# Lucilia marginata
Lucilia marginata är en tvåvingeart som först beskrevs av Macquart 1843.  Lucilia marginata ingår i släktet Lucilia och familjen spyflugor. Inga underarter finns listade i Catalogue of Life.